# 상주 남장사 석장승
상주 남장사 석장승(尙州 南長寺 石長丞)은 대한민국 경상북도 상주시 남장동에 있는 조선시대의 석장승이다. 1982년 2월 24일 경상북도의 민속문화재 제33호로 지정되었다.

## 개요
장승은 마을입구나 사찰입구에 세워 잡귀와 액운의 출입을 막고 사찰내의 재산과 경계를 표시하는 민간신앙물로, 마을에서는 수호신의 기능을 겸하기도 한다.
남장사 입구에 서 있는 이 돌장승은 원래 남장동에 있었는데, 1968년 저수지 공사로 인해 현재의 자리로 옮겨놓은 것이다.
높이 186cm의 크기로, 자연석을 그대로 살려 다듬었다. 한쪽으로 치우친 비뚤어진 얼굴에 눈꼬리가 치켜 올라간 왕방울 눈과 커다란 주먹코, 야무지게 다문 입술에 송곳니는 아래로 뻗어있다. 가슴에는 한가닥의 수염이 있으며 그 밑에 ‘하원주장군(下元周將軍)’이라는 글귀를 새겨 놓았다. 성난 표정을 표현하려 했으나 그 보다는 소박함과 천진스러움이 엿보이는 걸작품이라 할 수 있다.
제작년도는 장승 앞면에 ‘임진 9월입’이라는 기록과 조선 철종 7년(1856)에 지은 남장사 극락보전 현판의 기록으로 미루어 조선 순조 32년(1832)에 세운 것으로 추정된다. 남장사에는 사천왕(四天王)이 없으므로 남장동을 지키기 위한 수호신으로서 이 장승을 세운 듯하다.

## 참고 자료
- 석장승 (石長丞(南長寺)) - 국가유산청 국가유산포털